# Smila
Smila (ukrainisch Сміла; russisch Смела Smela) ist eine Stadt in der zentralukrainischen Oblast Tscherkassy. Sie liegt am linken Ufer des Flusses Tjasmyn und war bis Juli 2020 der Verwaltungssitz des gleichnamigen Rajons Smila. Mehrheitlich wird Smila von Ukrainern bewohnt (2001: 89,6 %), Russen (8,7 %) stellen die zweitgrößte ethnische Bevölkerungsgruppe.

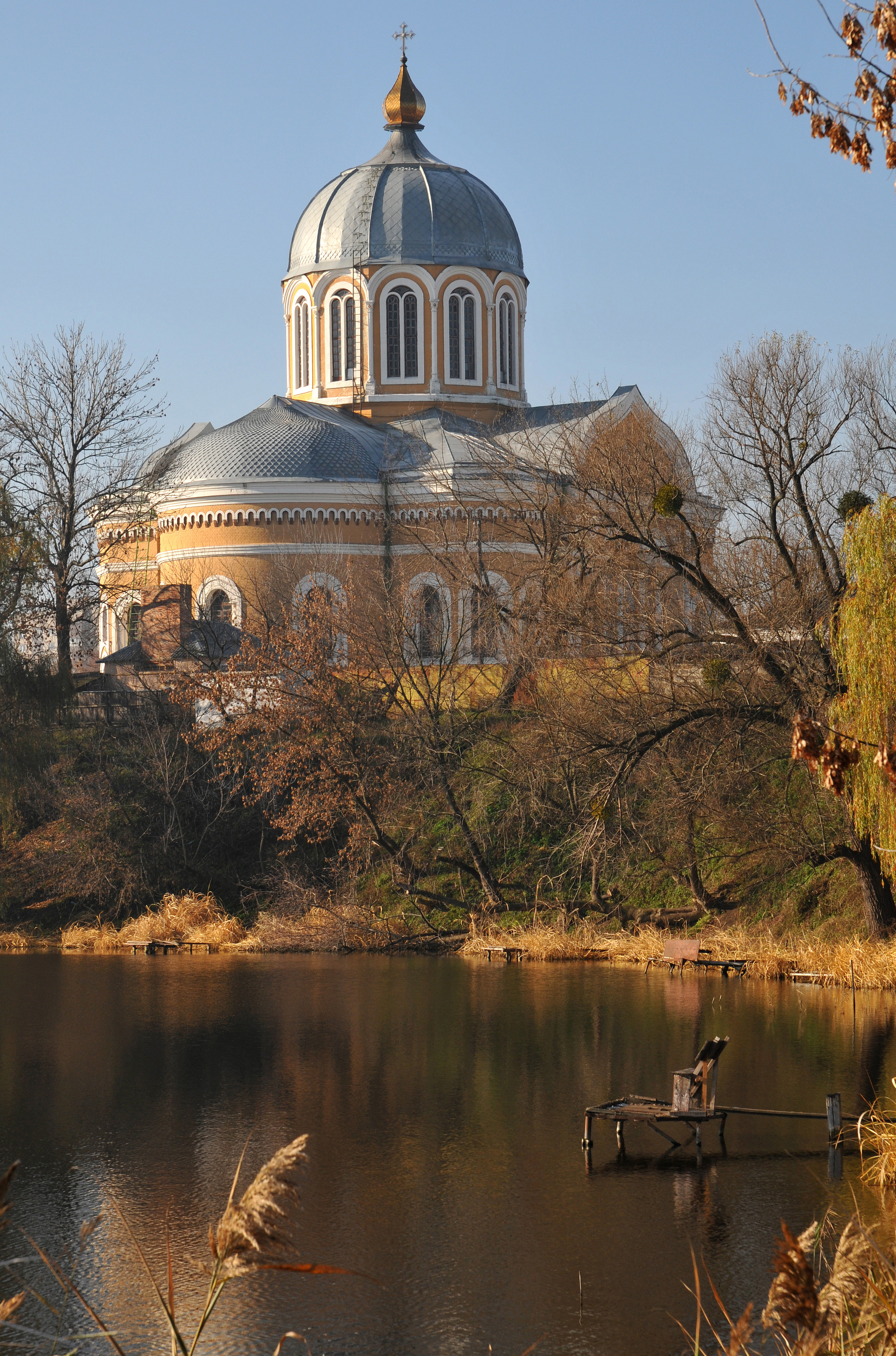
Pokrovsky Kathedrale

## Geographie
Smila liegt südlich eines mehr als 200 km² großen Moorgebietes namens Irdyner Sumpf, das fast bis an den Krementschuker Stausee reicht und durch den Irdyn entwässert wird. Am östlichen Stadtrand befindet sich der Weiße See, der zwei Zuläufe hat und den Tjasmyn als Ablauf. Die Flüsse Hnylyj Taschlyk und Sribljanka münden hier in den Tjasmyn.

## Geschichte
Die Ortschaft wurde erstmals im 16. Jahrhundert erwähnt und war zunächst Teil Polens bzw. des ukrainischen Kosakenstaates. 1773 erhielt Smila das Magdeburger Stadtrecht. Nachdem die Stadt nach der dritten polnischen Teilung 1795 zum Russischen Reich gekommen war, begann ab den 1830er Jahren die industrielle Entwicklung der Stadt. Eine wichtige Rolle spielte dabei der Graf Alexej Alexejewitsch Bobrinskoj (russisch Алексей Алексеевич Бобринской), der Enkel von Katharina II. von Russland, welcher 1838 eine Zuckerfabrik und 1840 eine mechanische Werkstatt gründete. Die wirtschaftliche Entwicklung verstärkte sich mit dem Anschluss ans Eisenbahnnetz im Jahr 1876. In der ersten Hälfte des 20. Jh. wurde die Entwicklung Stadt durch die beiden Weltkriege und die Hungersnot von 1932 stark behindert. Erst nach dem Wiederaufbau konnte Smila wieder eine Aufschwungphase erleben. Dies änderte sich aber mit dem Zerfall der Sowjetunion und der darauf folgenden Wirtschaftskrise. So sank die industrielle Produktion zwischen 1990 und 2000 um über 70 %. Parallel dazu verlor Smila mehr als 10 % der Bevölkerung. Seit 1996 unterhält die Stadt eine Städtepartnerschaft mit der US-amerikanischen Stadt Newton, Iowa und mit Rschew.

## Wirtschaft und Verkehr
Der wirtschaftliche Schwerpunkt liegt auf dem Maschinenbau, daneben ist die Nahrungsmittelindustrie von Bedeutung. In der Nähe der Stadt werden Aluminiumerzlagerstätten abgebaut. Smila gehört zu den wichtigsten Eisenbahnknotenpunkten der Ukraine. In ihr kreuzen sich die Eisenbahnstrecken Kiew – Dnipro und Odessa – Russland/Belarus.

## Verwaltungsgliederung
Am 12. Juni 2020 wurde die Stadt zum Zentrum der neugegründeten Stadtgemeinde Smila (ukrainisch Смілянська міська громада/Smiljanska miska hromada), zu dieser zählt auch die Ansiedlung Irdyniwka, bis dahin bildete sie in den gleichen Grenzen die gleichnamige Stadtratsgemeinde Smila (Смілянська міська рада/Smiljanska miska rada) unter Oblastverwaltung im Norden des ihn umgebenden Rajons Smila.
Am 17. Juli 2020 kam es im Zuge einer großen Rajonsreform zum Anschluss des Rajonsgebietes an den Rajon Tscherkassy.
Folgende Orte sind neben dem Hauptort Smila Teil der Gemeinde:
| Name                     | Name       | Name                  |
| ukrainisch transkribiert | ukrainisch | russisch              |
| ------------------------ | ---------- | --------------------- |
| Irdyniwka                | Ірдинівка  | Ирдыновка (Irdynowka) |

## Söhne und Töchter der Stadt
- Bernhard Heinrich Michelson (1812–1887), Agronom, wirkte ab 1860 als Gutsverwalter in Smila
- Adolf Spiwakowski (1891–1958), russisch-deutsch-australischer Sänger
- Konstantin Pawlowitsch Woskoboinik (1895–1942), sowjetischer Revolutionär und Politiker
- Leonid Portenko (1896–1972), russischer Ornithologe und Zoogeograf
- Jascha Spiwakowski (1896–1970), russisch-deutsch-australischer Pianist
- Olena Schurlywa (1898–1971), Dichterin, Sängerin und Lehrerin
- Grigori Schtern (1900–1941), sowjetischer Generaloberst
- Genia Awerbuch (1909–1977), israelische Architektin
- Leonid Lytwynenko (* 1949), Zehnkämpfer
- Juri Gempel (* 1957), Rechtsanwalt und Vorsitzender der Republikanischen Gemeinschaft der Krimdeutschen „Wiedergeburt“
- Oleksandr Motusenko (* 1967), Kanute
- Wladimir Medinski (* 1970), russischer Politiker und Schriftsteller
- Ela. (* 1992), Songwriterin von Elaiza